# Sioux Narrows Provincial Park
Sioux Narrows Provincial Park är en park i Kanada.   Den ligger i provinsen Ontario, i den sydöstra delen av landet, 1 400 km väster om huvudstaden Ottawa. Sioux Narrows Provincial Park ligger 340 meter över havet.
Terrängen runt Sioux Narrows Provincial Park är platt. Trakten runt Sioux Narrows Provincial Park är nära nog obefolkad, med mindre än två invånare per kvadratkilometer.. 